# Auftragstaktik
Het Duitse begrip Auftragstaktik is een samenvoeging van Auftrag en Taktik. In de Angelsaksische wereld spreekt men van Mission tactics. In de Duitse militaire literatuur spreekt men vaker van Führen mit Auftrag: geen tactiek als zodanig maar meer een methode van leidinggeven. 

## Situering
Auftragstaktik kent zijn oorsprong in het Pruisische leger. Auftragstaktik staat in contrast met een eerder Latijnse vorm van hiërarchische bevelvoering en het strikt respecteren van de militaire echelons. Het houdt in dat een officier vanuit een commandocentrum geen specifieke orders, maar een opdracht krijgt. Hoe hij die uitvoert, is voor een belangrijk deel aan hemzelf. De 'wat'- en de 'hoe'- vraag worden op deze wijze gescheiden. Daardoor is het makkelijker te reageren op veranderende situaties op het slagveld en kan een officier inspelen op de actuele situatie, ook als contact met het hoofdkwartier niet langer mogelijk is. Indien officieren alleen maar orders uitvoeren, is de kans groot dat een operatie tot stilstand komt zodra de communicatie stopt. Natuurlijk is er wel sprake van enige kaders waarbinnen een officier dient te handelen. De Pruisen en Duitsers onderscheidden zich met dit besturingsconcept van al haar tegenstanders: deze wilden juist vat op het slagveld houden door te werken met gedetailleerde plannen. De ervaring leert dat in oorlogssituaties het plan als eerste sneuvelt en dat maakte dat de Geallieerde acties door het veranderen van de situatie al snel tot stilstand kwamen. Op deze wijze werd elke vorm van flexibiliteit en creativiteit bij de Geallieerden weggenomen, terwijl dit juist de elementen waren waarop de Duitsers werden getraind. Een en ander leidde tot zeer grote verschillen in de relatieve battlefield performance: in het laatste oorlogsjaar was deze aan het front in het westen nog altijd een factor 2,5 in het voordeel van de Duitsers. In praktijk kwam het er op neer dat met een 3:1 overwicht aan Geallieerde kant er een gerede kans bestond om een confrontatie te winnen. De Geallieerden waren zich pijnlijk bewust van de superioriteit van de Duitsers op dit punt en noemden het optreden van hun eenheden 'sluggish' en 'lackluster', de wijze van leidinggeven 'timid'. 
De beladen term 'Auftragstaktik' werd na de Tweede Wereldoorlog in de Bundeswehr omgezet in 'Führen durch Aufträge', het concept is in de loop der tijd door alle NAVO-eenheden overgenomen, behalve de Amerikanen.

## Voorbeelden van dezeTaktik
In feite vindt de opmerkzame lezer overal in boeken over de Tweede Wereldoorlog verwijzingen naar Auftragstaktik. De voornamelijk Engelstalige schrijvers hebben geen weet van dit besturingsconcept dus beschrijven ze vaak alleen de effecten van Auftragstaktik, bijvoorbeeld in de constatering dat Duitse eenheden zich opmerkelijk snel wisten te herstellen of nieuwe posities in te nemen.  
De innovatieve Duitse generaal Heinz Guderian paste de Auftragstaktik toe tijdens de Slag om Frankrijk (of van Duitse zijde Fall Gelb en Fall Rot) in mei/juni 1940. Deze handelwijze droeg in belangrijke mate bij tot het welslagen van de operatie: in zes weken tijd werd de operatie met een Duits succes afgerond. 
Ook tijdens de slag rond het Fort Eben-Emael zorgde de Auftragstaktik mede voor het vlugge succes. De leidinggevende officier van de Fallschirmjäger, luitenant Rudolf Witzig, landde door het breken van de trekkabel van zijn zweefvliegtuig niet tijdig op het plateau van het Fort Eben-Emael. Sergeant-majoor Wenzel, de tweede in bevel, nam direct zijn plaats in.